# Лавришевское Евангелие
Лавришевское Евангелие (бел. Лаўрышаўскае Евангелле) — рукописное иллюминированное напрестольное Евангелие-апракос, созданное на территории современных Беларуси или Украины в начале XIV века для Лавришевского монастыря (современный Новогрудский район Гродненской области, Республика Беларусь).
Первая вкладная грамота в Евангелие датируется 1329 годом, что иногда даёт основания для датировки самого Евангелия. Некоторые исследователи связывают создание книги с образованием в начале XIV века Литовской митрополии (с центром в Новогородке) и с деятельностью князя новогородского Михаила-Кориата Гедиминовича (в первой вкладной грамоте в Евангелие упоминается основание князем церкви, но месторасположение храма не указано).

## Содержание книги

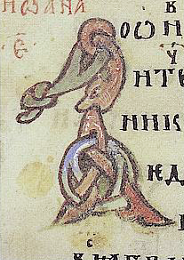
Инициал из Лавришевского Евангелия.

Лавришевское Евангелие представляет собой тип так называемого полного апракоса (лекционара), то есть содержит богослужебные евангельские чтения на каждый день года, кроме шести недель Великого поста, для которых приводятся только субботние и воскресные тексты. Книга состоит из двух частей. Первая содержит чтения в порядке литургического года — от Пасхи до Великой субботы — и занимает страницы 3 — 320 рукописи. Вторая часть значительно меньше (занимает страницы 320—366). Здесь находятся чтения (или указания на соответствующие места в первой части) по дням календарного сентябрьского года — от 1 сентября до 29 августа (листы с текстами на 30 и 31 августа не сохранились).
В приписке к Лавришевскому Евангелию находится одно из ранних русских гимнографических сочинений — «Канон и плач Богородицы» (середина XIV века).

### Миниатюры

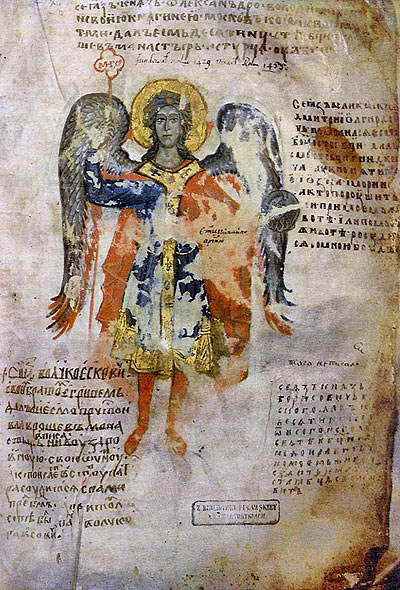
Страница с изображением архангела Михаила.

Художественное оформление Лавришевского Евангелия производит сложное впечатление и в некоторых своих тенденциях противостоит книжному искусству XI—XII веков. Рукопись богато иллюстрирована 18 миниатюрами. Кроме традиционных миниатюр с четырьмя евангелистами в ней находится ещё 14 миниатюр (12 на сюжет евангельской истории, изображения праведного Иова и архангела Михаила).
В центре оклада на серебряной пластине изображение святого с копьем и щитом. Некоторые исследователи считают, что это основатель монастыря новогрудский князь Войшелк, другие — Димитрий Солунский.
Л. М. Евсеева, осуществив скрупулёзный анализ работы миниатюриста, пришла к выводу, что изображение евангельских сюжетов восходит к византийскому искусству: группировка фигур, динамика и масштабность сцен сохраняют особенности византийских ансамблей комниновской эпохи. Однако при этом отмечено, что преобладающая техника миниатюр Лавришевского Евангелия обнаруживает сходство с древнейшими западными иконографическими образцами X—XIII вв. — немецкими книжными миниатюрами XII—XIII вв., что говорит о довольно неожиданной ориентации на западноевропейские образцы, смешении византийского и западноевропейского стилей.
Есть и параллели с северно-русским искусством: так, миниатюра, иллюстрирующая «Притчу о сладости мира сего», обнаруживает явное сходство с изображением на Васильевских воротах 1336 года — медных царских вратах новгородского Софийского собора.

### Вкладные записи
Книга содержит 14 вкладных записей, самая ранняя из которых датируется 1329 годом и относится к основанию церкви Святого Николая «повеленьемь благовернаго і Христолюбиваго князя Великого Михаіла Кедиминовича». 9 из 14 записей содержат непосредственные указания на Лавришевский монастырь как на адресата вложения, остальные пять по содержанию и смыслу также имеют отношение к Новогородской земле.
Среди вкладчиков: новогородский князь Михаил-Кориат Гедиминович, «великыі княз Дмитриі Олгирдовичь», киевский князь Олелько Владимирович и другие вельможи.

## Судьба книги
При российском правительстве (между 1842 и 1882 годами) книга была вывезена в Краков. В 1842 году академик А. Х. Востоков, сделав первое научное описание Лавришевского Евангелия, заметил: «…Евангелие вместе с Пуловской библиотекой кн. Чарторыйского перевезено в Санкт-Петербург и находится теперь в Императорской публичной библиотеке». Часть Пулавской библиотеки вошла в 1833 году в состав фондов петербургской Публичной библиотеки, но никаких других сведений о поступлении Лавришевского Евангелия нет.
Возможно, Евангелие исчезло вместе с теми рукописями и старопечатными книгами, отсутствие которых выявила «бутурлинская» ревизия 1843—1844 гг. (ставшая причиной отставки А. Востокова). В любом случае, в 1882 году Лавришевское Евангелие уже было в Кракове, на теперешнем месте хранения — в библиотеке князей Чарторыйских. Обстоятельства, при которых книга была вывезена в Краков, неизвестны. В 1887 году книга была отреставрирована.
В 2009 году в Беларуси поднимался вопрос о возврате Польшей Лавришевского Евангелия в страну. Заместитель министра культуры Беларуси Владимир Гридюшко заявил, что «речь в принципе о том, чтобы передать в Беларусь копию этого Евангелия». В том же году было объявлено, что издательство Белорусского экзархата планирует выпустить факсимильное издание Лавришевского Евангелия.
В 2018 г. факсимильное издание осуществило украинское издательство «Горобец», несколько экземпляров книги были переданы в библиотеки Лавришевского монастыря, Новогрудка и Минска.